# Lucas Jennis

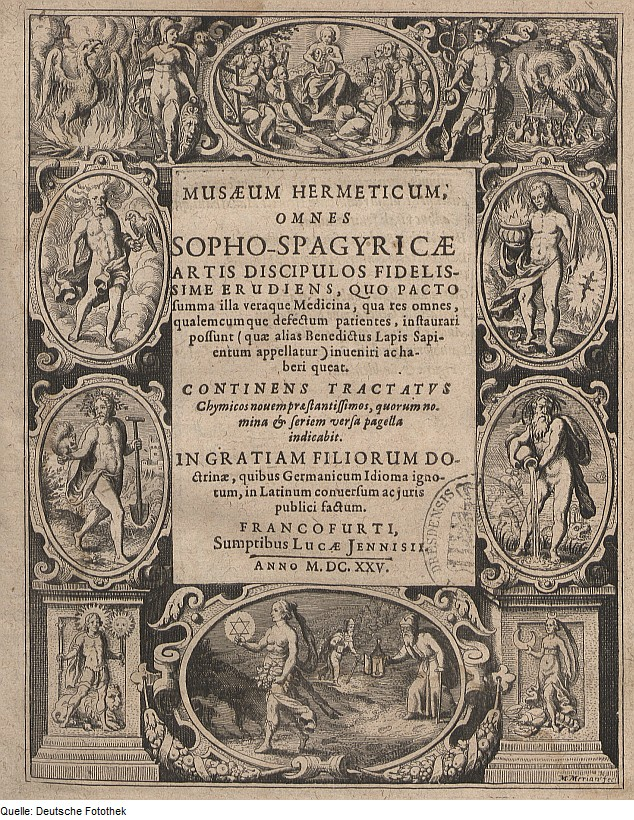
Portada del Musaeum hermeticum, publicado por Jennis en 1625.

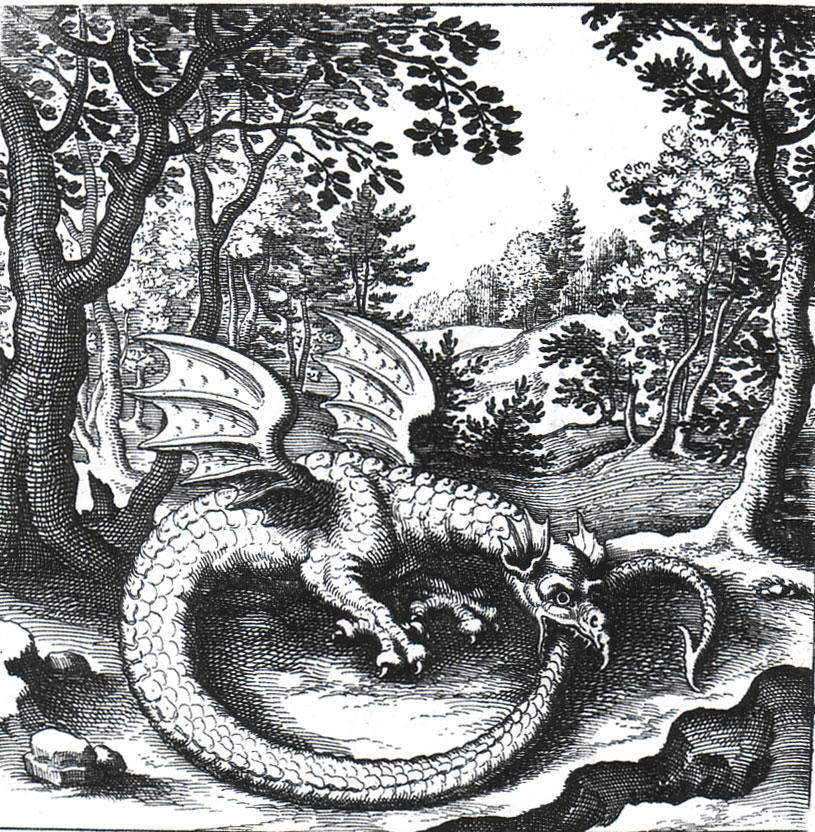
Grabado de un uróboros tipo guiverno de Lucas Jennis, en el tratado alquímico De Lapide Philosophico de 1625.

Lucas Jennis (1590-1630) fue un grabador alemán. Fue el principal editor de obras alquímicas de su tiempo.

## Biografía
Jennis nació de Lucas Jennis el Viejo en Frankfurt. Su padre fue un rico orfebre, joyero y grabador que había huido de la persecución en Bruselas.
El padre de Jennis murió en 1606. Un año después, Johann Israel de Bry (1565-1609) se casó con la madre viuda de Jennis. Jennis era ahora miembro de la familia de Bry, que era famosa por su trabajo de grabado. Johann Theodor de Bry (1561-1623) fue su tío político.

## Obra
La carrera editorial de Jennis comenzó alrededor de 1616. Trabajó en Oppenheim y Frankfurt. En ese tiempo publicó las obras alquímicas de Michael Maier, Johann Daniel Mylius, Daniel Stolz von Stolzenberg, Thomas Norton y muchos otros.
Su trabajo fue un aspecto influyente de la alquimia del siglo XVII, que vio la impresión de un número sin precedentes de textos alquímicos. Sus grabados en cobre se utilizaron en la producción de emblemas herméticos, utilizados para transmitir pictóricamente las ideas simbólicas en la alquimia.